# وشپرکر

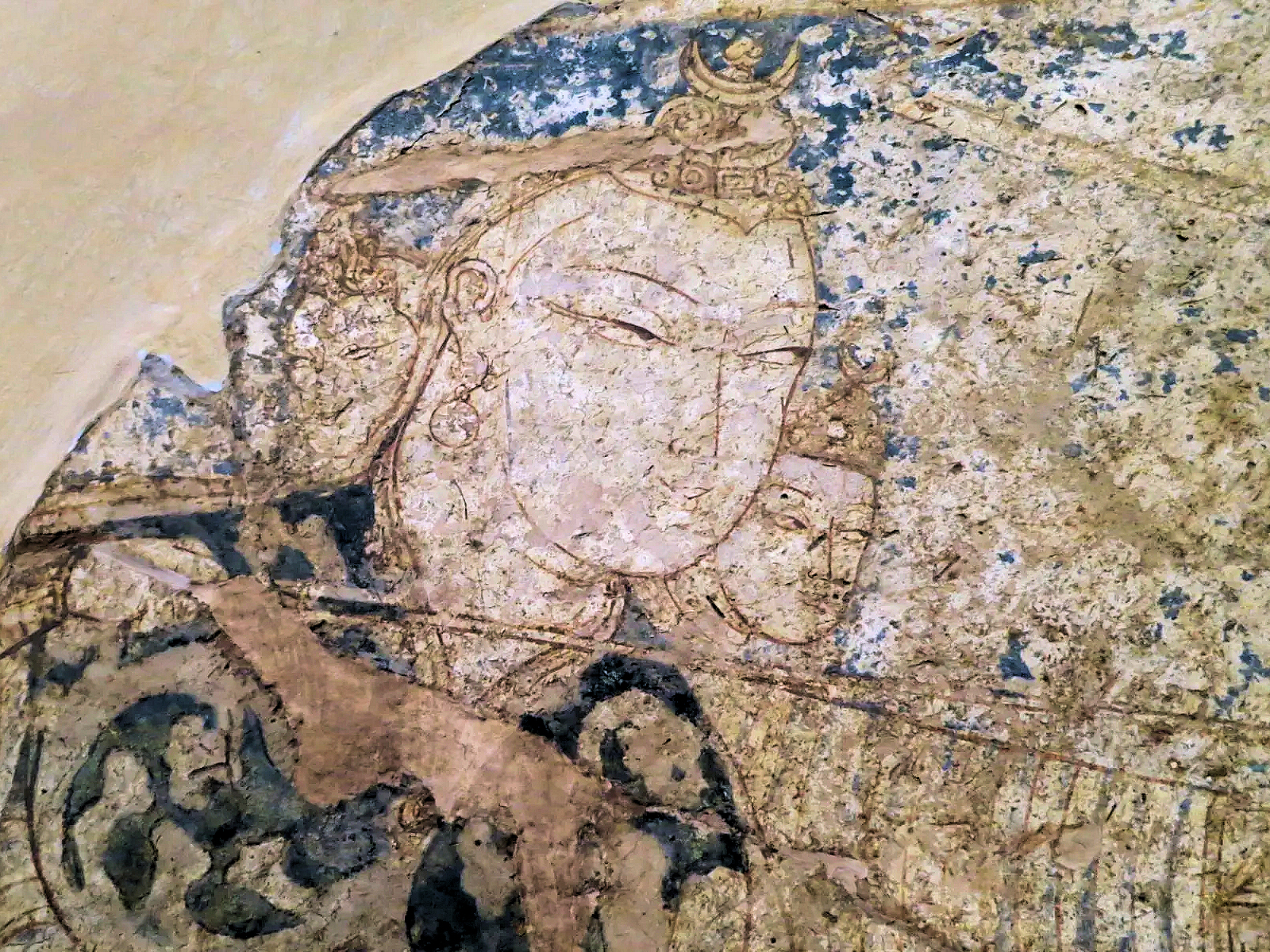
نقش وشپرکر با کمان، قلعه قهقهه اول، بنجیکت، اسروشنه، قرن ۸–۹ میلادی، موزه ملی آثار باستانی تاجیکستان.

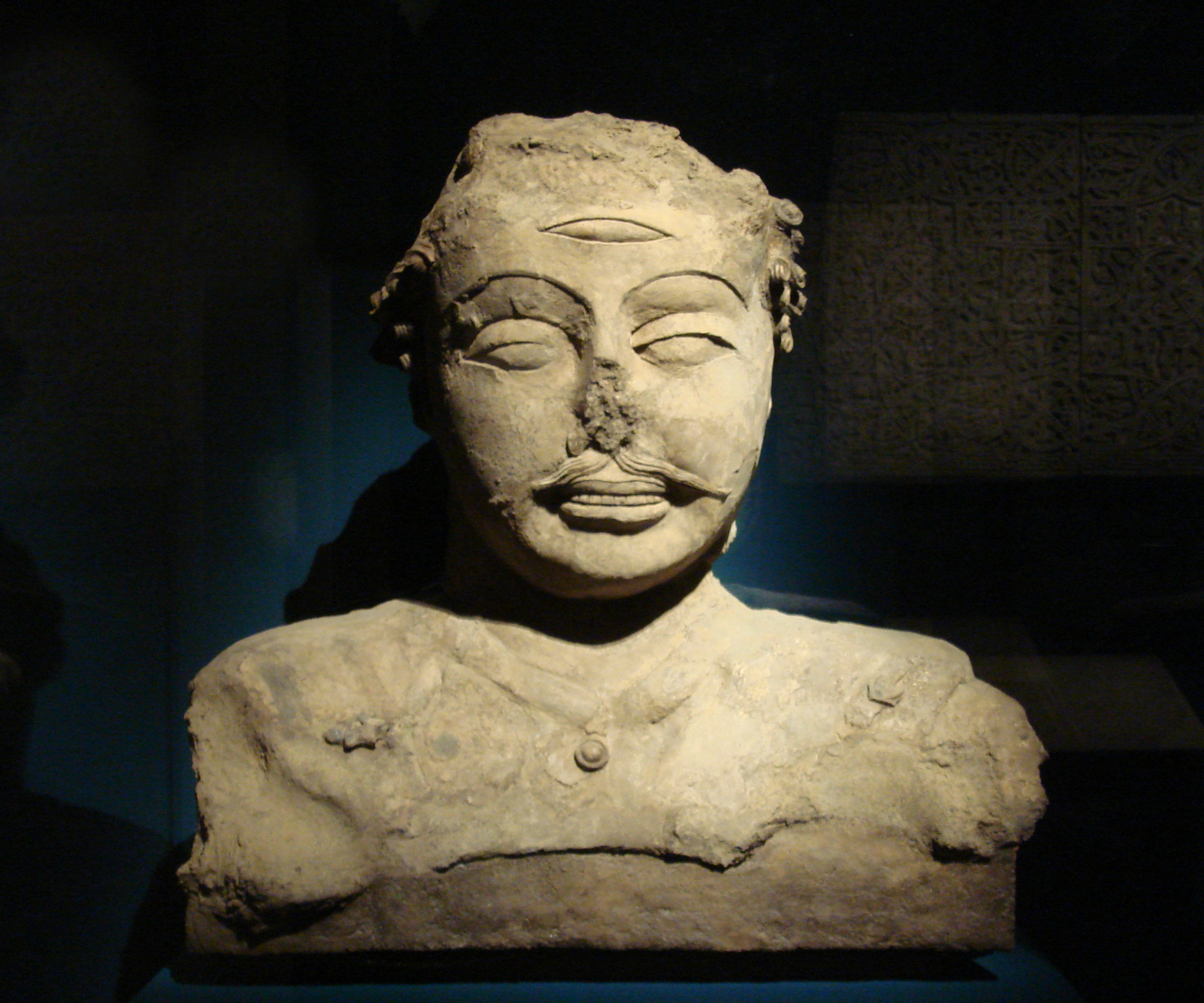
وشپرکر، سده هفتم، کووا (فرغانه)، ازبکستان
.

وِشپرکر (انگلیسی: Weshparkar) ایزد هوا (جَو) و باد در آیین سغدی‌های باستان بود. او معادل خدای اوستایی، وایو/واتا است. در آسیای میانه، وشپرکر با شیوا، خدای هندو نیز مرتبط بود.
از سده‌های ششم تا هشتم میلادی صحنه‌های متعددی از نیایش ایزدانی چون وشپرکر در کاخ‌ها و خانه‌های پنج‌کند، سمرقند، ورخشی در نزدیکی بخارا، شهرستان (سکونتگاه حاکم اسروشنه، سرزمینی که سغدی‌ها در آن در شمال شرق سمرقند و سغد سکونت داشتند) وجود دارد. تشخیص و تمایز دادن تصاویر این خدایان سغدی که تحت تأثیر شمایل‌نگاری شیوا بسیار هندویی‌سازی شده‌اند، مانند وشپرکر، خدای باد، که مشابه مهادِوا (Mahadev) است، از تصاویر خود شیوا که آیین عبادی‌اش به بلخ و سغد نفوذ کرده بود، همیشه آسان نیست.
در نقاشی دیواریِ پنج‌کند، وشپرکر در قامتی کامل به تصویر کشیده شده و طنابی با زنگوله‌هایی به دور بدنش پیچیده شده‌است.
بر اساس نظر ن.ن. نِگماتوف، کتیبه "وشپرکر " ترجمه‌ای است سغدی از واژهٔ سانسکریت "ویشوَکارمَن" به معنای "آفریننده همه چیز. ” وشپرکر-ویشوَکارمَن، به شکل مردی چهار دست و سه سر که بر اسبی نشسته‌است، یکی از سه آیین اصلی در شاهزاده‌نشین اسروشنهٔ پیش از اسلام بود. تصویر استروشنی از وشپرکر تفاوت‌های بیشتری با شمایل هندو و بودایی از ویشواکارمن نسبت به تصویر موجود در پنج‌کند دارد. بسیاری از ویژگی‌های هندی در نسخه استروشنی ناپدید شده‌است. این تصویر با چهره‌ای زنانه همراه نیست، تعداد بازوان کمتری دارد، بر دوش‌هایش شعله نیست و سرهای حیوانات بر دوش آن دیده نمی‌شود. 
بر اساس دیدگاه بوریس مارشاک، علاوه بر بوداییان سغدی و پیروان دین پنج‌کند، دین مانوی نیز وشپرکر را گرامی می‌داشت. از نظر تعداد تصاویر باقی مانده، وشپرکر در رتبه سوم در میان تمام ایزدان سغدی قرار دارد. 